# Guitera-les-Bains
Guitera-les-Bains är en kommun i departementet Corse-du-Sud på ön Korsika i Frankrike. Kommunen ligger  i kantonen Zicavo som tillhör arrondissementet Ajaccio. År 2022 hade Guitera-les-Bains 157 invånare.

## Befolkningsutveckling
Antalet invånare i kommunen Guitera-les-Bains
Referens:INSEE